# Incilius canaliferus
Incilius canaliferus är en groddjursart som först beskrevs av Cope 1877.  Incilius canaliferus ingår i släktet Incilius och familjen paddor. IUCN kategoriserar arten globalt som livskraftig. Inga underarter finns listade i Catalogue of Life.